# 楊鐸 (宣德進士)
楊鐸（1406年—1465年），字文振，河南開封府原武縣人，民籍，明朝政治人物。

## 生平
宣德七年（1432年）壬子科河南鄉試第五名舉人，八年（1433年）中式癸丑科會試第三十五名，三甲第二十名進士。正統二年二月授大理寺右評事，詳讞平恕，十年三月升陝西按察司僉事，景泰五年十一月升陝西布政使司右參政，累遷雲南布政使司左參政，致仕歸里，成化元年（1465年）卒於家。

## 家族
曾祖楊得亨。祖父楊旺。父楊智，母張氏。具慶下。弟楊時、楊泰、楊旭、楊昭。